# Љиљана Бакић
Љиљана Бакић (Београд, 1939 — Београд, 9. јул 2022) била је српски архитекта. Самостално, али такође заједно са својим супругом Драгољубом Бакићем, пројектовала је многобројне објекте у Београду, другим градовима Србије и иностранству.

## Биографија
Љиљана је рођена је 1939. године. Са радом на пољу архитектуре почела је 1962. године и заслужна је за реализацију грађевина као што су: Хала Пионир, стамбена насеља у Београду: Нова Галеника у Земуну и Вишњичка Бања, Завод за рехабилитацију неспецифичних плућних обољења у Соко Бањи.
Године 2012. објавила је књигу 'Анатомија Б&Б архитектуре' – обимно издање у коме се осврће на своју и Драгољубову богату каријеру. За разлику од других архитектонских издања, ова књига, поред монографије дела ауторског тима Бакић&Бакић, представља и детаљан преглед анализа свих елемената који су утицали на њихове каријере у њихову архитектуру. Друштвени и економски услови у СФРЈ, турбулентне године распада земље, али и контакти и путовања – сви су утицали на специфичан ауторски израз Љиљане и Драгољуба Бакића.
У овом делу приказана је богата архивска грађа која подразумева фотографије и цртеже објеката уз детаљна објашњења концепта и идеје, већ и свих аспеката реализације објеката, проблема и потешкоћа, али и успеха који су доживљавали као пројектанти. Књига поред тога садржи и стручне текстове и чланке, породичне фотографије, личне и професионалне преписке, сведочења и сећања о колегама, професорима, менторима, инвеститорима.
Љиљана се у свом делу осврће и на године паузирања свог рада као архитекте. Након повратка из Кувајта, где је Драгољуб радио за Енергопројект, а она за локални архитектонски биро Said Breik & Marwan Kalo Consulting Engineers, Љиљана је родила две ћерке. Усклађивање приватног и пословног живота постало је тешко, јер је темпо рада у Енергопројекту био такав да је захтевао велико одрицање, дуг боравак у канцеларији, а некад и читаве ноћи рада. Чести су били службени путеви на градилишта у иностранству.
Архитектури се вратила радећи уз супруга у предузећу Енергопројект - Архитектура и Урбанизам. Позвана је да помогне око једног конкурса и након успешног рада на томе, добила је сталан посао.
Данас се Љиљана не бави активно пројектовањем, али се и даље бави архитектуром и градом. Највише је, како каже, брине недостатак визије и идеја, те небрига за нашу изграђену средину.

## Пројекти
Многе репрезентативне грађевине производ су њеног самосталног, али и заједничког рада са супругом. Њихово свакако најпознатије дело јесте Хала Александар Николић, познатија као Хала Пионир, а уз њу и Ледена дворана Пионир. Поред тога што представљају једне од омиљених дестинација Београђана, ова два објекта су и архитектонске иконе пост-модернистичког Београда 70-их и 80-их година двадесетог века. Конкурс за идејно решење комплекса и објекта хале Пионир расписан је 1972. године са роком од свега 9 дана. У Енергопројекту, Бакићима је поверен овај задатак. Предвидели су да комплекс обухвата мултифункционалну спортску халу, пливалиште и велодром. Прва фаза - мултифункционална дворана, морала је да буде завршена и отворена до јуна 1973. године. и почетка Европског боксерског шампионата. Главни пројекат развијали су паралелно са изградњом објекта брзим темпом. Иако је хала Пионир била предвиђена и за хокеј, временом у ту сврху није коришћена, а 1977. одлучено је да у склопу комплекса буде изграђена посебна дворана за лед. У односу на халу, ледена дворана је једноставније и сведеније форме, која успоставља занимљив однос са тереном у нагибу и постојећом халом.
Љиљана Бакић самостално је пројектовала Завод за рехабилитацију неспецифичних плућних обољења у Соко Бањи 1974-1975. На овом објекту применила је сопствене идеје о психолошком и социолошком утицају и аспекту архитектуре. Водећи рачуна о потребама пацијената Завода, али и утичући на њихово понашање током боравка у објекту, обликовала је, и споља и изнутра, примерен и успео објекат.
Стамбена насеља у Београду: Нова Галеника у Земуну и Вишњичка бања, за коју су им као инспирација послужила насеља 'планинског' карактера, брдовите локације и боравак у Финској, створила је у оквиру креативног тима Бакић&Бакић. Бакићи су урбанистички пројектовали комплекс који је садржао и колективно и индивидуално становање и пратеће централне функције, школу, два обданишта и пратећу инфраструктуру. Насеље је изведено у две фазе, где је другу фазу стамбених објеката Љиљана самостално пројектовала.

### Награде и признања
Архитектуру и искуство брачног пара Бакић значајно су обележили боравци и рад у иностранству: у Финској, Кувајту, Зимбабвеу. И у Србији и у иностранству добитници су великог броја награда и признања. Хала и Ледена дворана Пионир мере свој успех пре свега задовољством својих корисника. Оба пројекта су награђена наградама Салона архитектуре 1974. и 1978. године.